# Gerhard Freilinger
Gerhard Freilinger (* 24. November 1927 in Linz; † 28. November 2022 in Baden bei Wien) war ein österreichischer Mediziner.

## Werdegang
Gerhard Freilinger besuchte erst die Volksschule, danach das Linzer Gymnasium, bevor er im Jahr 1941 an die Kriegsfront in Kärnten an die slowenische Grenze einberufen wurde. Sein 17. Lebensjahr verbrachte er in Jugoslawien als Kriegsgefangener. Danach kehrte er über Landeck – schwer an den Nieren erkrankt – in die Heimat zurück und absolvierte in Linz die Kriegsmatura.
Freilinger studierte von 1947 bis 1954 in Innsbruck Medizin und promovierte ebendort. Danach war er zwei weitere Jahre in Innsbruck tätig, ein Jahr an der Dermatologischen Abteilung und ein Jahr an der Chirurgischen Abteilung der Universitätsklinik Innsbruck. Freilinger arbeitete zwei Jahre in den Vereinigten Staaten in den Abteilungen für Plastische- und Wiederherstellungschirurgie der University of Iowa, der Washington University in St. Louis und der Cornell University in New York. 1957 setzte er seine Ausbildung in Wien an der II. Chirurgischen Universitätsklinik fort. Er ergänzte seine Ausbildung am Handchirurgischen Zentrum in Paris und am Rheumazentrum Heinola in Finnland.
1971 habilitierte sich Freilinger für Chirurgie mit speziellem Fokus auf die plastische Chirurgie. Er war für 200 wissenschaftliche Publikationen, Bücher und wissenschaftliche Filme verantwortlich. Sein persönliches Engagement als rekonstruktiver Chirurg galt seit 1967 Kriegsopfern chemischer Kriegsführung in Vietnam, Laos und Afghanistan, später auch in Angola und im Irak.
1975 wurde Freilinger zum Extraordinarius für plastische Chirurgie und zum Leiter der Abteilung für plastische Chirurgie an der II. Chirurgischen Universitätsklinik in Wien ernannt. Es folgte eine Berufung als Chefarzt für Handchirurgie, Plastische Chirurgie und Rheumatologie am Kantonsspital St. Gallen, die er jedoch ablehnte. Am 30. September 1993 trat Freilinger von der II. Chirurgischen Universitätsklinik Wien in den Ruhestand. Danach wurde er Leiter der Abteilung für Plastische und Rekonstruktive Chirurgie im Privatspital Goldenes Kreuz in Wien.
Freilinger war Mitherausgeber von zwei Büchern über die Muskeltransplantation. Er war Gründungsmitglied und auch Präsident der Österreichischen Gesellschaft für Plastische Chirurgie, Gründungspräsident der Österreichischen Gesellschaft für Senologie und Vorstandsmitglied der Österreichischen Gesellschaft für Weltraummedizin.
Freilinger heiratete 1959 die Schweizerin Haydee geb. Fehr und hatte drei Kinder mit ihr.
Ab 1947 war er Mitglied der katholischen Studentenverbindung AV Austria Innsbruck.

## Ehrungen
- Goldenes Ehrenzeichen für Verdienste um die Republik Österreich (1989)
- Eiselsbergpreis
- Georg-Salzer Preis
- Österreichisches Ehrenkreuz für Wissenschaft und Kunst 1. Klasse (2001)